# Rain (Joe Jackson)
Rain è un album in studio del musicista britannico Joe Jackson, pubblicato nel 2008.

## Tracce
Tutte le tracce sono state scritte da Joe Jackson.

1. Invisible Man – 5:07
2. Too Tough – 4:37
3. Citizen Sane – 4:20
4. Wasted Time – 5:10
5. The Uptown Train – 5:46
6. King Pleasure Time – 2:47
7. Solo (So Low) – 5:55
8. Rush Across the Road – 5:21
9. Good Bad Boy – 3:18
10. A Place in the Rain – 5:20

## Formazione
- Joe Jackson – piano, voce
- Graham Maby – basso, voce
- David Houghton – batteria, voce